# Onze-Lieve-Vrouw Koningin van de Vredekapel (Zonderschot)

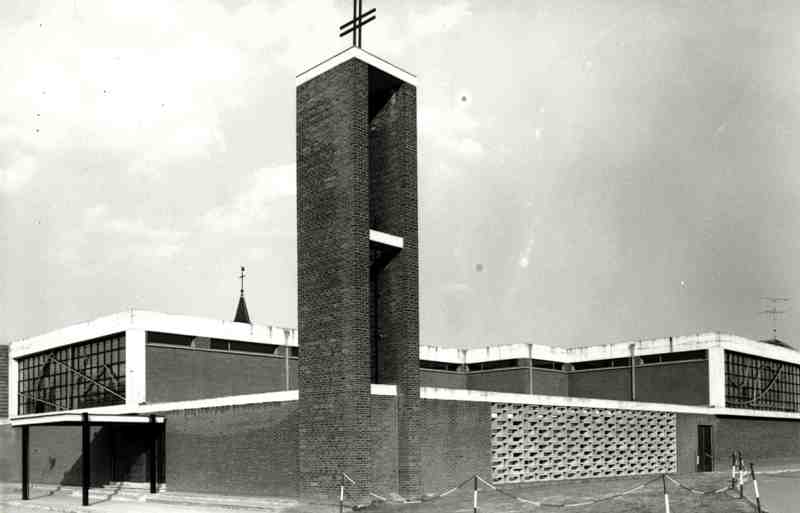
Onze-Lieve-Vrouw Koningin van de Vredekapel

De Onze-Lieve-Vrouw Koningin van de Vredekapel is een rooms-katholiek kerkgebouw in de tot de Antwerpse gemeente Heist-op-den-Berg behorende plaats Zonderschot, gelegen aan de Withofstraat 2.

## Geschiedenis
In 1942 werd een kapelanie opgericht, waarop een voorlopige kapel werd gebouwd. In 1954 werd de kapelanie verheven tot hulpparochie. In 1966 werd een definitieve kerk gebouwd. De voorlopige kapel werd ingericht als parochiecentrum.

## Gebouw
Het betreft een zaalkerk in de stijl van het naoorlogs modernisme naar ontwerp van Eugeen Spiessens. Het interieur werd ontworpen door W. Tuyls. Het bouwwerk werd opgetrokken in baksteen en beton. Het heeft een plat dak, een atrium en een losstaande open klokkentoren.